# Boris Peškovič
Boris Peškovič (* 30. června 1976, Topoľčany) je bývalý slovenský fotbalový brankář a současný trenér brankářů polského klubu Pogoń Szczecin. Jeho bratrem je fotbalista Michal Peškovič.

## Klubová kariéra
Boris Peškovič začínal v lokálním klubu OFK Nedanovce. Na Slovensku hrál dále za ŠK Slovan Bratislava a 1. FC Tatran Prešov, v Polsku za kluby Świt Nowy Dwór Mazowiecki, Widzew Łódź, Pogoń Szczecin, Zagłębie Sosnowiec, Górnik Zabrze a Wisła Płock. V Portugalsku chytal za Académiku Coimbra a v Rumunsku za CFR Kluž.